# Psychotria paucinervia
Psychotria paucinervia är en måreväxtart som beskrevs av Elmer Drew Merrill. Psychotria paucinervia ingår i släktet Psychotria och familjen måreväxter. Inga underarter finns listade i Catalogue of Life.